# Grand Prix of Monterey 2024
Der Grand Prix of Monterey 2024 (offiziell Firestone Grand Prix of Monterey) auf dem Kurs Laguna Seca Raceway fand am 23. Juni statt und ging über eine Distanz von 95 Runden à 3,602 km. Es war der 9. Lauf zur IndyCar Series 2024.

## Bericht
Aus der Pole-Position gestartet und wegen unterschiedlicher Boxenstopp-Strategie, so konnte Alex Palou (Chip Ganassi Racing) den achten Lauf zur diesjährigen IndyCar Series gewinnen. Auf dem zweiten Platz kam Colton Herta (Andretti Global) und auf dem dritten Rang Alexander Rossi (Arrow McLaren) ins Ziel. Trotz seines Podestplatzes musste Rossi die Meisterschaftsführung an Palou abtreten. Ernüchternd verlief das Rennen für das Team Penske. Will Power kam auf dem siebten Platz ins Ziel. Wegen einer Kollision mit Teamkollege Scott McLaughlin, der sich dabei drehte und schließlich auf dem 21. Rang im Schlussklassement aufgeführt wurde, lag in Monterey nicht mehr drin. Josef Newgarden drehte sich kurz vor Schluss auf dem fünften Platz liegend, was ihn auf den 19. Schlussrang zurückwarf. Das beste Resultat in dieser Saison und für Juncos Hollinger Racing überhaupt, gelang Roman Grosjean mit dem vierten Rang. Grosjean lag teilweise sogar auf dem zweiten Platz und war mit der gleichen Strategie wie Sieger Palou unterwegs. Die Meisterschaft führte Palou mit 285 vor Power mit 262 und Scott Dixon (Chip Ganassi Racing) mit 253 Punkten an nach diesem Rennen.

## Meldeliste
| Startnummer | Fahrer              | Team                             | Motor     |
| ----------- | ------------------- | -------------------------------- | --------- |
| 14          | Santino Ferrucci    | A. J. Foyt Racing                | Chevrolet |
| 41          | Sting Ray Robb      | A. J. Foyt Racing                | Chevrolet |
| 26          | Colton Herta        | Andretti Global / Curb-Agajanian | Honda     |
| 27          | Kyle Kirkwood       | Andretti Global                  | Honda     |
| 28          | Marcus Ericsson     | Andretti Global                  | Honda     |
| 5           | Pato O’Ward         | Arrow McLaren                    | Chevrolet |
| 6           | Nolan Siegel        | Arrow McLaren                    | Chevrolet |
| 7           | Alexander Rossi     | Arrow McLaren                    | Chevrolet |
| 4           | Kyffin Simpson      | Chip Ganassi Racing              | Honda     |
| 8           | Linus Lundqvist     | Chip Ganassi Racing              | Honda     |
| 9           | Scott Dixon         | Chip Ganassi Racing              | Honda     |
| 10          | Alex Palou          | Chip Ganassi Racing              | Honda     |
| 11          | Marcus Armstrong    | Chip Ganassi Racing              | Honda     |
| 18          | Jack Harvey         | Dale Coyne Racing                | Honda     |
| 51          | Luca Ghiotto        | Dale Coyne Racing                | Honda     |
| 20          | Christian Rasmussen | Ed Carpenter Racing              | Chevrolet |
| 21          | Rinus VeeKay        | Ed Carpenter Racing              | Chevrolet |
| 77          | Romain Grosjean     | Juncos Hollinger Racing          | Chevrolet |
| 78          | Agustín Canapino    | Juncos Hollinger Racing          | Chevrolet |
| 60          | Felix Rosenqvist    | Meyer Shank Racing               | Honda     |
| 66          | David Malukas       | Meyer Shank Racing               | Honda     |
| 15          | Graham Rahal        | Rahal Letterman Lanigan Racing   | Honda     |
| 30          | Pietro Fittipaldi   | Rahal Letterman Lanigan Racing   | Honda     |
| 45          | Christian Lundgaard | Rahal Letterman Lanigan Racing   | Honda     |
| 2           | Josef Newgarden     | Team Penske                      | Chevrolet |
| 3           | Scott McLaughlin    | Team Penske                      | Chevrolet |
| 12          | Will Power          | Team Penske                      | Chevrolet |

## Klassifikationen

### Freies Training 1
| Pos. | Nr. | Fahrer           | Team                             | Motor     | Zeit      |
| ---- | --- | ---------------- | -------------------------------- | --------- | --------- |
| 1    | 3   | Scott McLaughlin | Team Penske                      | Chevrolet | 1:07.6325 |
| 2    | 26  | Colton Herta     | Andretti Global / Curb-Agajanian | Honda     | 1:07.7316 |
| 3    | 10  | Alex Palou       | Chip Ganassi Racing              | Honda     | 1:07.7371 |

### Freies Training 2
| Pos. | Nr. | Fahrer       | Team                             | Motor     | Zeit      |
| ---- | --- | ------------ | -------------------------------- | --------- | --------- |
| 1    | 26  | Colton Herta | Andretti Global / Curb-Agajanian | Honda     | 1:08.2300 |
| 2    | 12  | Will Power   | Team Penske                      | Chevrolet | 1:08.4261 |
| 3    | 10  | Alex Palou   | Chip Ganassi Racing              | Honda     | 1:08.4387 |

### Qualifying
| Pos. | Nr. | Fahrer              | Team                             | Motor     | Zeit      | Zeit      | Zeit      | Zeit      | Startplatz |
| Pos. | Nr. | Fahrer              | Team                             | Motor     | Q1        | Q1        | Q2        | Q3        | Startplatz |
| Pos. | Nr. | Fahrer              | Team                             | Motor     | Gruppe 1  | Gruppe 2  | Q2        | Q3        | Startplatz |
| ---- | --- | ------------------- | -------------------------------- | --------- | --------- | --------- | --------- | --------- | ---------- |
| 1    | 10  | Alex Palou          | Chip Ganassi Racing              | Honda     |           | 1:07.2751 | 1:07.2572 | 1:07.1465 | 1          |
| 2    | 27  | Kyle Kirkwood       | Andretti Global                  | Honda     |           | 1:07.3232 | 1:07.2841 | 1:07.2204 | 2          |
| 3    | 60  | Felix Rosenqvist    | Meyer Shank Racing               | Honda     |           | 1:07.4216 | 1:07.3157 | 1:07.2917 | 3          |
| 4    | 26  | Colton Herta        | Andretti Global / Curb-Agajanian | Honda     |           | 1:07.3090 | 1:07.3150 | 1:07.2972 | 4          |
| 5    | 7   | Alexander Rossi     | Arrow McLaren                    | Chevrolet | 1:07.7175 |           | 1:07.3638 | 1:07.3594 | 5          |
| 6    | 45  | Christian Lundgaard | Rahal Letterman Lanigan Racing   | Honda     |           | 1:07.6087 | 1:07.3725 | 1:07.5112 | 6          |
| 7    | 3   | Scott McLaughlin    | Team Penske                      | Honda     | 1:07.7931 |           | 1:07.3994 |           | 7          |
| 8    | 77  | Romain Grosjean     | Juncos Hollinger Racing          | Chevrolet | 1:07.6813 |           | 1:07.4286 |           | 8          |
| 9    | 5   | Pato O’Ward         | Arrow McLaren                    | Chevrolet |           | 1:07.3825 | 1:07.4900 |           | 9          |
| 10   | 9   | Scott Dixon         | Chip Ganassi Racing              | Honda     | 1:07.7296 |           | 1:07.5874 |           | 10         |
| 11   | 11  | Marcus Armstrong    | Chip Ganassi Racing              | Honda     | 1:07.7208 |           | 1:07.6143 |           | 11         |
| 12   | 66  | David Malukas       | Meyer Shank Racing               | Honda     | 1:07.8255 |           | 1:07.8422 |           | 12         |
| 13   | 78  | Agustín Canapino    | Juncos Hollinger Racing          | Chevrolet | 1:07.8976 |           |           |           | 13         |
| 14   | 2   | Josef Newgarden     | Team Penske                      | Chevrolet |           | 1:07.7246 |           |           | 14         |
| 15   | 12  | Will Power          | Team Penske                      | Chevrolet | 1:08.0178 |           |           |           | 15         |
| 16   | 8   | Linus Lundqvist     | Chip Ganassi Racing              | Honda     |           | 1:07.8056 |           |           | 16         |
| 17   | 14  | Santino Ferrucci    | A. J. Foyt Racing                | Chevrolet | 1:08.0344 |           |           |           | 17         |
| 18   | 28  | Marcus Ericsson     | Andretti Global                  | Honda     |           | 1:07.9233 |           |           | 18         |
| 19   | 15  | Graham Rahal        | Rahal Letterman Lanigan Racing   | Honda     | 1:08.0922 |           |           |           | 19         |
| 20   | 1   | Rinus VeeKay        | Ed Carpenter Racing              | Chevrolet |           | 1:07.9897 |           |           | 20         |
| 21   | 20  | Christian Rasmussen | Ed Carpenter Racing              | Chevrolet | 1:08.3711 |           |           |           | 21         |
| 22   | 4   | Kyffin Simpson      | Chip Ganassi Racing              | Honda     |           | 1:08.1571 |           |           | 22         |
| 23   | 6   | Nolan Siegel        | Arrow McLaren                    | Chevrolet | 1:08.6785 |           |           |           | 23         |
| 24   | 30  | Pietro Fittipaldi   | Rahal Letterman Lanigan Racing   | Honda     |           | 1:08.1824 |           |           | 24         |
| 25   | 41  | Sting Ray Robb      | A. J. Foyt Racing                | Chevrolet | 1:09.1304 |           |           |           | 25         |
| 26   | 18  | Jack Harvey         | Dale Coyne Racing                | Honda     |           | 1:08.4730 |           |           | 26         |
| 27   | 51  | Luca Ghiotto        | Dale Coyne Racing                | Honda     |           | 1:08.5078 |           |           | 27         |

### Endergebnis
| Pos. | Nr. | Fahrer                  | Rd. | Zeit/Rückstand | Boxenstopps | Führungsrunden | Punkte |
| ---- | --- | ----------------------- | --- | -------------- | ----------- | -------------- | ------ |
| 1    | 10  | Alex Palou (W)          | 95  | 2:04:09.8545   | 3           | 48             | 54     |
| 2    | 26  | Colton Herta            | 95  | 1.9780         | 5           | 8              | 41     |
| 3    | 7   | Alexander Rossi         | 95  | 4.5136         | 3           | 10             | 36     |
| 4    | 77  | Romain Grosjean         | 95  | 4.8243         | 3           |                | 32     |
| 5    | 27  | Kyle Kirkwood           | 95  | 8.6768         | 3           | 24             | 31     |
| 6    | 9   | Scott Dixon             | 95  | 9.1504         | 3           |                | 28     |
| 7    | 12  | Will Power              | 95  | 9.9964         | 3           |                | 26     |
| 8    | 5   | Pato O’Ward             | 95  | 10.6214        | 3           |                | 24     |
| 9    | 14  | Santino Ferrucci        | 95  | 11.0025        | 3           |                | 22     |
| 10   | 8   | Marcus Ericsson         | 95  | 11.6398        | 3           |                | 20     |
| 11   | 60  | Felix Rosenqvist        | 95  | 12.7088        | 3           |                | 19     |
| 12   | 6   | Nolan Siegel (R)        | 95  | 13.1305        | 3           |                | 18     |
| 13   | 20  | Christian Rasmussen (R) | 95  | 14.3770        | 3           |                | 17     |
| 14   | 30  | Pietro Fittipaldi       | 95  | 14.7541        | 4           |                | 16     |
| 15   | 45  | Christian Lundgaard     | 95  | 15.0744        | 3           |                | 15     |
| 16   | 66  | David Malukas           | 95  | 18.5009        | 4           |                | 14     |
| 17   | 8   | Linus Lundqvist (R)     | 95  | 20.1723        | 4           |                | 13     |
| 18   | 78  | Agustín Canapino        | 95  | 23.5447        | 3           |                | 12     |
| 19   | 2   | Josef Newgarden         | 95  | 27.2568        | 3           | 5              | 12     |
| 20   | 41  | Sting Ray Robb          | 94  | 1 Rd.          | 3           |                | 10     |
| 21   | 3   | Scott McLaughlin        | 93  | 2 Rd.          | 5           |                | 9      |
| 22   | 11  | Marcus Armstrong        | 93  | 2 Rd.          | 3           |                | 8      |
| 23   | 4   | Kyffin Simpson (R)      | 86  | Unfall         | 3           |                | 7      |
| 24   | 15  | Graham Rahal            | 86  | Unfall         | 4           |                | 6      |
| 25   | 30  | Jack Harvey             | 82  | Defekt         | 3           |                | 5      |
| 26   | 21  | Rinus VeeKay            | 72  | Defekt         | 3           |                | 5      |
| 27   | 51  | Luca Ghiotto (R)        | 61  | Unfall         | 1           |                | 5      |

(R)=Rookie / 5 Gelbphasen für insgesamt 14 Rd. / alle Starter auf Firestone-Reifen